# Brodsworth
Brodsworth är en civil parish i Doncaster i Storbritannien.   Den ligger i grevskapet South Yorkshire och riksdelen England, i den centrala delen av landet, 240 km norr om huvudstaden London.